# Primeiro-ministro da Austrália
O Primeiro-ministro da Austrália (em inglês: Primer minister of Australia) é o chefe de governo da Austrália, cargos em comissão do Governador-Geral da Austrália. O escritório do primeiro-ministro é, na prática, o cargo político mais poderoso na Austrália. Apesar de estar no ápice do governo executivo no país, o escritório do primeiro-ministro não está mencionado na Constituição da Austrália e existe através de uma convenção constitucional não escrita.
Salvo circunstâncias excepcionais, o primeiro-ministro é sempre o líder do partido político ou coligação, com o apoio da maioria na Câmara dos Representantes. O único caso em que um senador foi nomeado primeiro-ministro foi a de John Gorton, que posteriormente renunciou ao seu cargo no Senado e foi eleito como membro da Câmara dos Representantes.
Anthony Albanese é o atual primeiro-ministro. Ele é o líder da Partido Trabalhista Australiano, que controla a Câmara dos Representantes desde que foi reeleito na eleição federal de 2022.

## Primeiros-ministros da Austrália (1901-presente)
- Lista de primeiros-ministros da Austrália